# Andrew Florent
Andrew Florent (Melbourne, 24 de outubro de 1970 – 16 de agosto de 2016) foi um tenista profissional da Austrália.
Florent ditou o ritmo de seu sucesso ao jogar tênis de duplas. Durante sua carreira, ele ganhou mais de 3 títulos de duplas e terminou em segundo lugar um adicional de 10 vezes. Ele conseguiu uma dobra de carreira de alto escalão do World No. 13 em 2001.[carece de fontes?]
Florent morreu de câncer colorretal, aos 45 anos, em 16 de agosto de 2016.